# KHTML
KHTML és el motor de renderització HTML lliure descatalogat, que va ser desenvolupat pel projecte KDE. Va sorgir com el motor del navegador Konqueror a finals dels anys noranta, però el desenvolupament actiu va cessar el 2016. Oficialment es va descatalogar el 2023.
Va ser creat per al navegador web de KDE, Konqueror. Més tard, el gener del 2003, Apple va adaptar el KHTML pel seu navegador anomenat Safari, i la companyia va prometre retornar totes les millores aplicades sobre el codi original. Apple va comparar els majors navegadors de programari lliure per a la creació de Safari, i va optar pel KHTML perquè el codi base era reduït i ordenat, comparant-lo (encara que sense esmentar-lo) amb Gecko, el motor de renderitzat de Mozilla. Una altra companyia utilitzant KTHML és YellowTAB, la qual comercialitza una distribució de BeOS.
KHTML va ser escrit en C++ i es troba alliberat sota la llicència LGPL.

## Història
KHTML va ser precedit per un motor anterior anomenat khtmlw o KDE HTML Widget, desenvolupat per Torben Weis i Martin Jones, que implementava compatibilitat amb HTML 3.2, HTTP 1.0 i marcs HTML, però no amb DOM, CSS o JavaScript.
El mateix KHTML va néixer el 4 de novembre de 1998, com una bifurcació de la biblioteca khtmlw, amb una lleugera refactorització i l'addició de suport Unicode i canvis per donar suport al canvi a Qt 2. Waldo Bastian va ser un dels que va fer la feina de crear aquella primera versió de KHTML.
Estava previst que KHTML s'eliminés a KDE Frameworks 6. El desenvolupament actiu va acabar el 2016, només el manteniment necessari per treballar amb les actualitzacions de Frameworks 5.  Es va suspendre oficialment el 2023.

## Suport de normes
KHTML suporta les següents normes: 
- HTML 4.01
- CSS 1: complet
- CSS 2: parcialment
- DOM: 1, 2 i parcialment 3
- ECMAScript-262/Javascript: 1.5
- Plugins de Netscape
- SVG: Suport parcial
- Formats gràfics: PNG, MNG, JPEG i GIF